# Спасская церковь (Иж)
Спасская церковь — приходской храм Южного благочиния Яранской епархии Русской православной церкви в селе Иж Пижанского района Кировской области.
Объект культурного наследия России, памятник архитектуры.

## История
Первая деревянная церковь в селе Ижевском была построена в конце XVII века. В 1680 году разрешен сбор добровольных пожертвований на устройство церкви. Эта церковь существовала до 1699 года. В 1691 году казанским митрополитом Маркеллом в июне месяце дана храмозданная грамота на построение новой деревянной церкви, вместо пришедшей в ветхость старой церкви, с одним же престолом во имя Нерукотворенного образа Спасителя. 1 мая 1761 года казанским епископом Гавриилом дана храмозданная грамота на построение, вместо ветхой деревянной Спасской церкви, вновь деревянной в проименование Нерукотворенного образа Спасителя, освящена 16 августа 1765 года, с приделом в честь Св. Николая Чудотворца, освящён 15 августа 1765 года. В 1798 году снова испрошена храмозданная грамота, каковая и дана 24 марта, на сооружение, вместо деревянной ветхой церкви, каменного храма во имя Нерукотворенного образа Спасителя с приделами в честь Св. Николая Чудотворца и в честь Св. Димитрия Солунского. Каменный храм к 1808 году был построен. Теплая церковь по указу Вятской духовной консистории от 2 сентября 1899 года переложена.
В настоящее время богослужения проходят в южном, тёплом Никольском приделе церкви, освящённом 27 сентября 2017 года.

## Архитектура
Первоначально в каменном храме было устроено два престола: в холодном – во имя Нерукотворенного образа Спасителя, освящён 3 мая 1823 года, а в тёплом – в честь Святого Николая, освящён 5 октября 1813 года. Позже престолов стало три: в холодном – Спасский, в тёплом – правый Никольский, освящён 24 сентября 1901 года, и левый Димитриевский, освящён 31 января 1906 года. Ныне в церкви два престола: в холодной – во имя Николая Чудотворца и в теплой – в честь Спаса Всемилостивого.